# Stará Huť

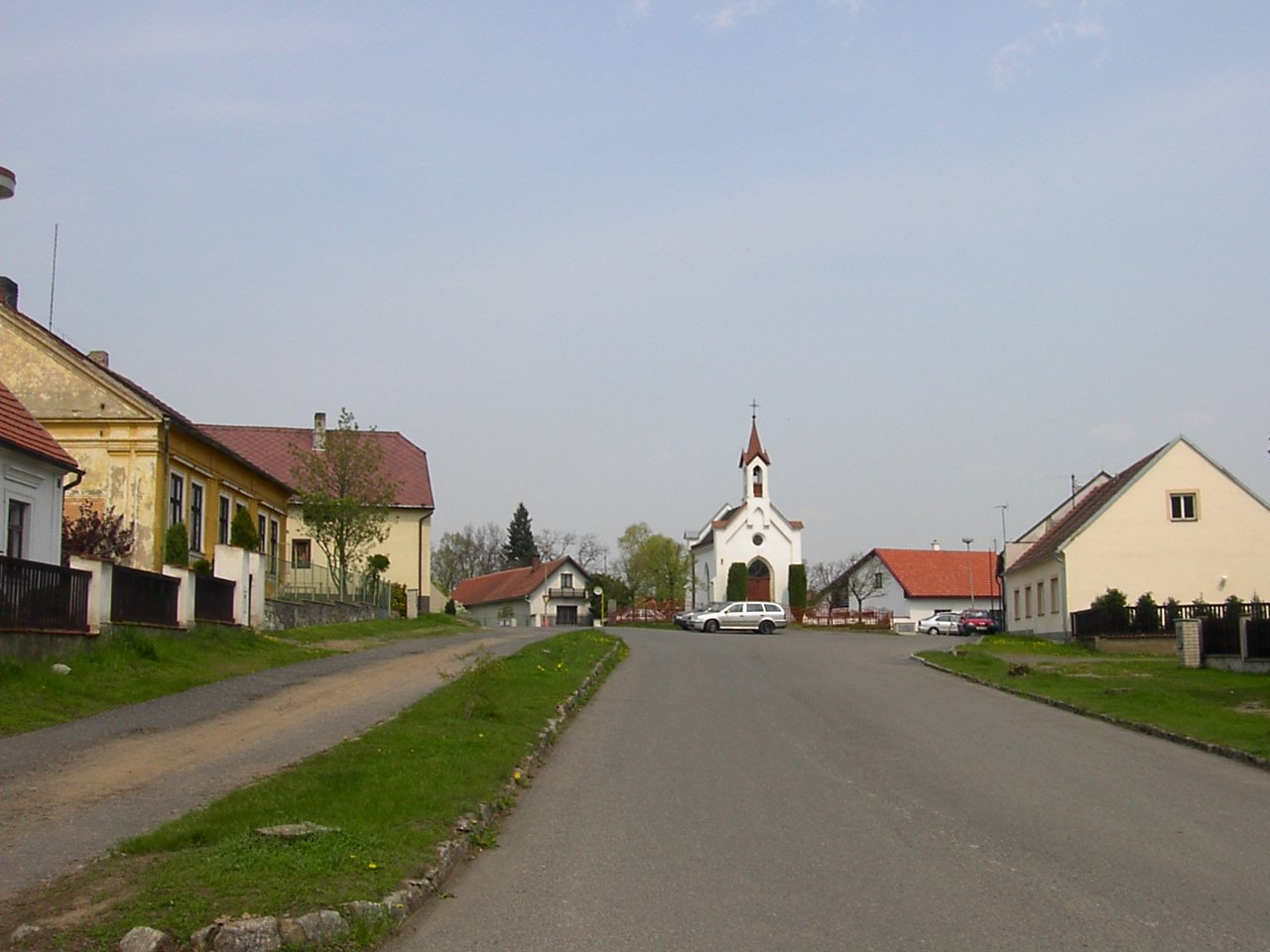
Dorfplatz mit Kapelle

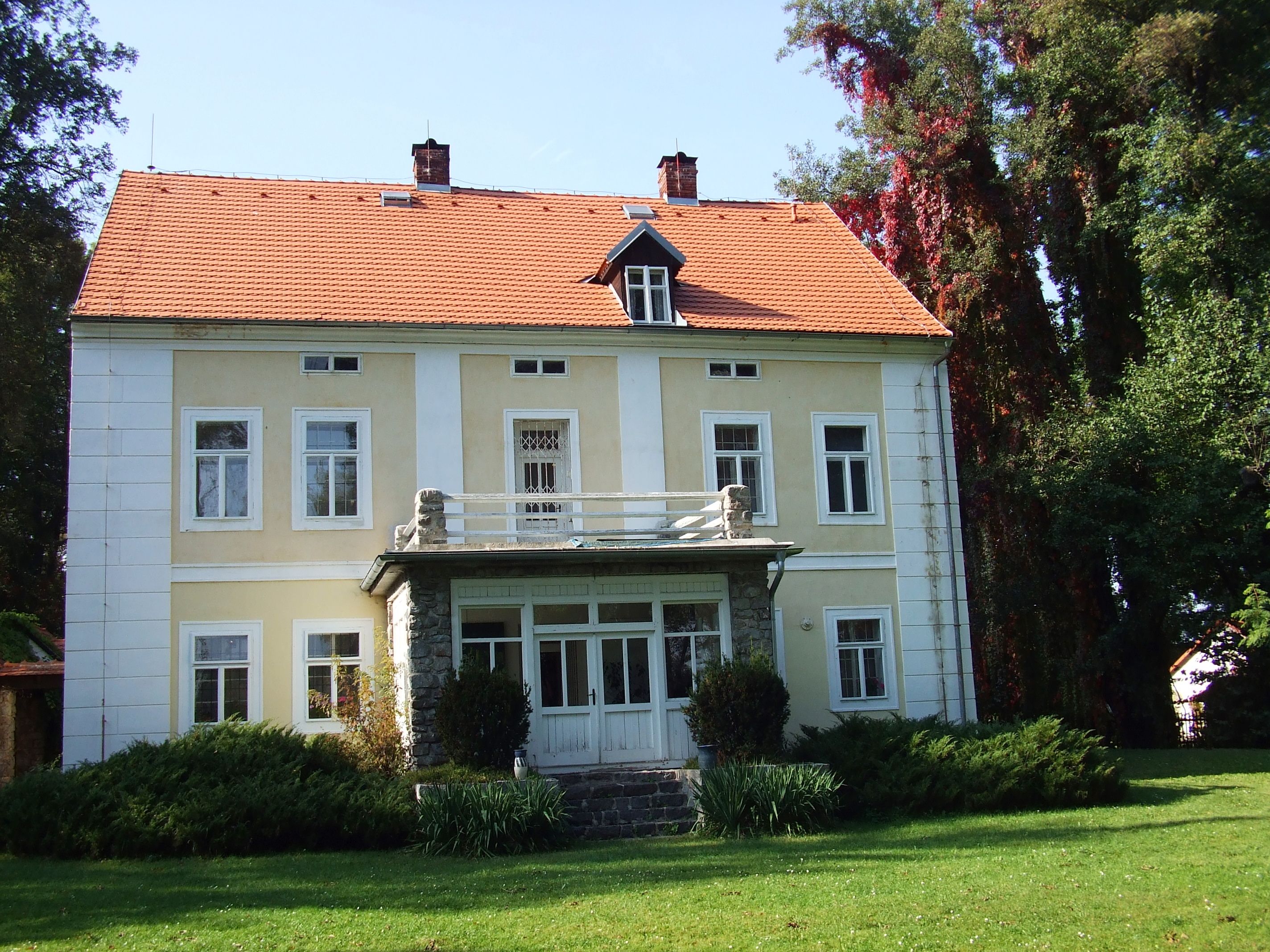
Čapek-Villa

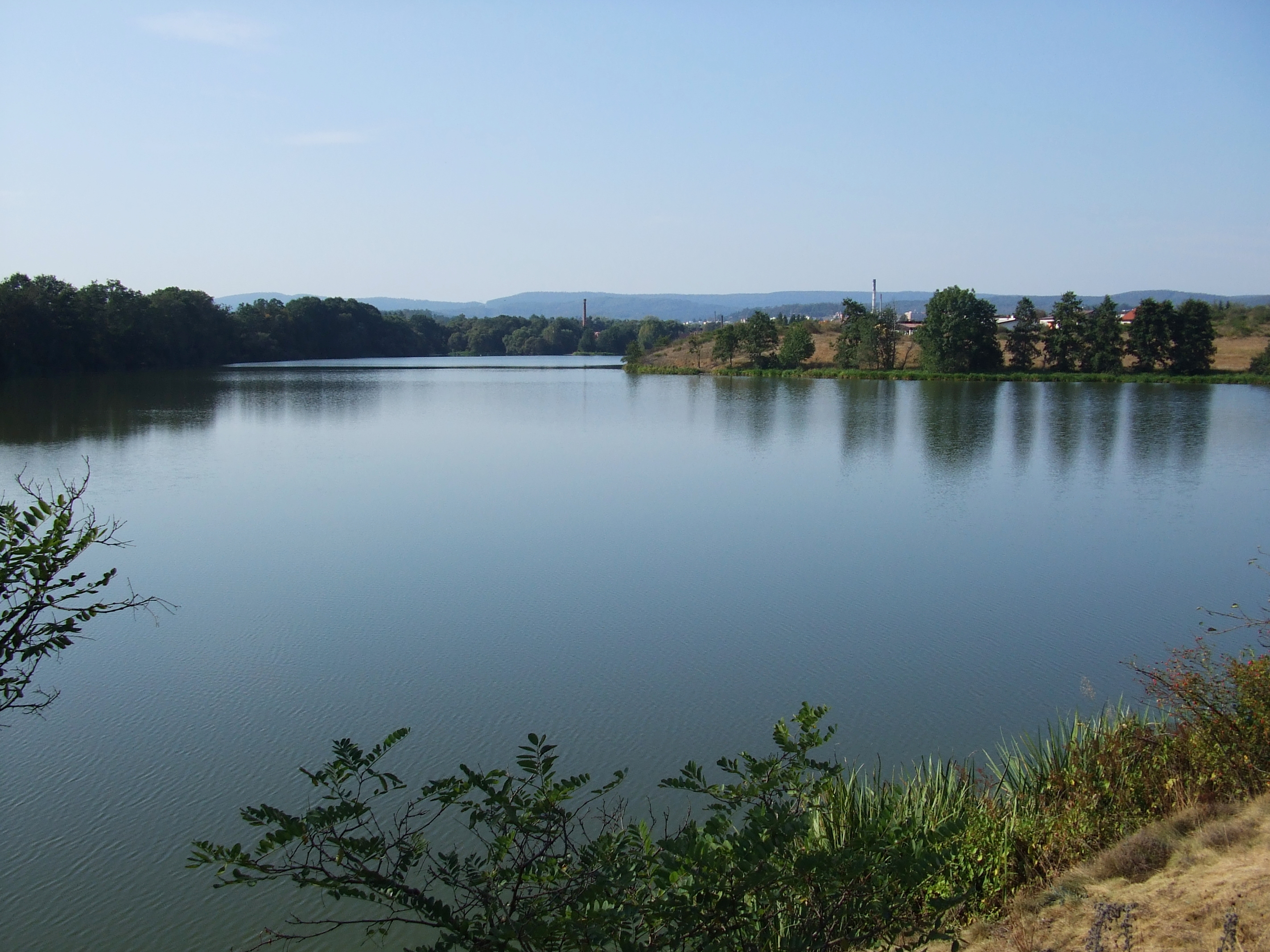
Teich Strž

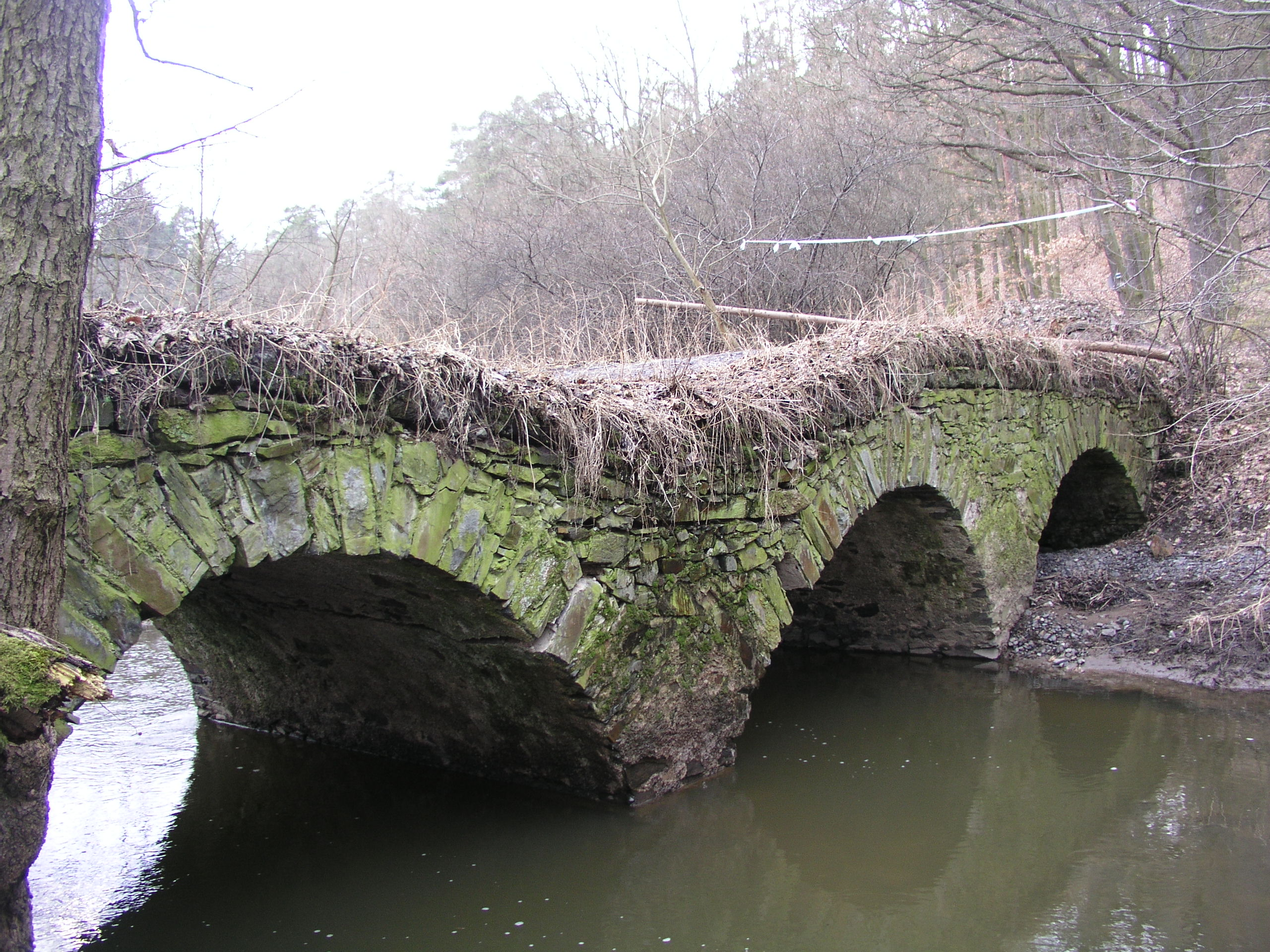
Brücke über die Kocába am Vierten Hammer

Stará Huť (deutsch Althütten) ist eine Gemeinde in Tschechien. Sie liegt zwei Kilometer östlich von Dobříš und gehört zum Okres Příbram.

## Geographie
Stará Huť befindet sich am südlichen Fuße der Brdská vrchovina (Brdy-Bergland) am Übergang zur Dobříšská pahorkatina (Dobrischer Hügelland). Das Dorf wird vom Bach Sychrovský potok durchflossen, der westlich von Stará Huť im Huťský rybník (Althüttner Teich) und südöstlich im Strž (Hammerteich) gestaut wird. Nördlich erhebt sich die Králova stolice (Königstuhl, 412 m n.m.), im Süden der Věžní vrch (387 m n.m.) sowie nordwestlich die Kazatelna (530 m n.m.), die Obora (462 m n.m.) und die Aglaia (491 m n.m.). Am westlichen Ortsrand verläuft die Schnellstraße R 4, im Norden führt die Staatsstraße II/114 zwischen Dobříš und Nový Knín an Stará Huť vorüber; außerdem liegt das Dorf an der Bahnstrecke Dobříš–Praha-Modřany.
Nachbarorte sind Kodetka, Ježovka und Voznice im Norden, Mokrá Vrata und Mokrovraty im Nordosten, Pod Blechhamerskou Cestou, Pouště, Porostliny, Strážovna und Kozí Hory im Osten, Chramiště, U Pěti Lip, Hranice und Nový Dvůr im Südosten, Josefovo Údolí, Rybníky und Budínek im Süden, Svaté Pole, Lhotka, Malá Strana, Rosovice und Sychrov im Südwesten sowie Dobříš im Westen und Nordwesten.

## Geschichte
Im Jahre 1674 ließ der Besitzer der Herrschaft Dobřisch, Franz Maximilian von Mansfeld östlich von Dobřisch eine Eisenhütte und mehrere Eisenhämmer errichten. Es ist anzunehmen, dass er zugleich auch eine Siedlung für die Hütten- und Hammerleute anlegen ließ. Diese Siedlung wurde ursprünglich Huť, Hutě Železné bzw. Hutě Železné Dobříšské genannt. Ausschlaggebend für die Gründung war der Holzreichtum der Gegend sowie die vorhandene Wasserkraft des Sychrovský potok, der zu diesem Zwecke im Althüttner Teich und Hammerteich angestaut wurde. Der Eisenstein wurde außerhalb der Herrschaft im Brdy bei Chlumetz, Kleschtěnitz (Kleštěnice), Wohrazenitz, Hatie (Hatě), Sliwitz (Slivice) und Zduchowitz abgebaut, lediglich bei Rochot befand sich auf dem Herrschaftsgebiet ein Eisenbergwerk. Unterhalb des Hammerteichdammes befand sich anstelle der Siedlung Josefovo Údolí der Erste Hammer, bachabwärts folgten im Tal des Sychrovský potok der Zweite und der Dritte Hammer. Der Vierte Hammer lag östlich von Althütten im Kotzabatal, unterhalb davon befand sich an einem Teich der Blechhammer.
Nach dem Bau einer weiteren Eisenhütte bei Obecnice im Jahre 1714 erhielten die Siedlung und die Hütte die Bezeichnung Stará Huť bzw. Althütten.
Nachdem 1780 mit dem Tode von Joseph Wenzel von Mansfeld das Geschlecht im Mannesstamme erloschen war, erbte dessen Schwester Maria Isabella die Herrschaft Dobřisch. Es erfolgte die Namens- und Wappenvereinigung mit der Familie ihres Ehemannes Franz de Paula Gundaker von Colloredo-Waldsee-Mels zum Geschlecht Colloredo-Mannsfeld. Nach Maria Isabellas Tod im Jahre 1794 erbte ihr Sohn Rudolph Joseph II. die Güter. Er ließ zu Beginn des 19. Jahrhunderts in Althütten das erste Eisenwalzwerk in Böhmen und zugleich in der k.k. Monarchie erbauen. Da der Walzwerksbetrieb nicht gewinnbringend war, ließ Rudolph Joseph II. das Walzwerk stilllegen und die Anlage zu einer Maschinenfabrik umgestalten. Nach dem Tode des kinderlosen Rudolf Joseph II. von Colloredo-Mannsfeld fiel die Herrschaft 1844 dessen Neffen Franz de Paula Gundaccar II. von Colloredo-Mannsfeld zu.
Im Jahre 1846 bestand das im Berauner Kreis gelegene Dorf Althütten bzw. Stará Huť aus 109 Häusern mit 954 Einwohnern, darunter je zwei protestantischen und jüdischen Familien. Im Ort gab es ein obrigkeitliches Schichtamt, einen obrigkeitlichen Hochofen, ein Wirtshaus sowie zwei Mühlen, davon eine mit Brettsäge. Abseits lagen der obrigkeitliche Meierhof Fünflinden (U Pěti Lip), zwei obrigkeitliche Eisenhämmer, eine obrigkeitliche Maschinenfabrik und ein obrigkeitliches Forsthaus (hájovna Rybníky). Pfarrort war Dobřisch. Die Hüttenwerke Althütten und Obetznitz hatten zusammen einschließlich der Holzverkohlung etwa 600–700 Beschäftigte. Außerdem betrieb die Herrschaft in Althütten eine Maschinenfabrik, in der Dampfmaschinen sowie hydraulische und andere Werkzeuge gefertigt wurden. Bis zur Mitte des 19. Jahrhunderts blieb Althütten der Herrschaft Dobřisch untertänig.
Nach der Aufhebung der Patrimonialherrschaften bildete Stará Huť / Althütten ab 1850 eine Gemeinde im Gerichtsbezirk Dobříš. 1864 wurde der Antrieb der Maschinenfabrik auf eine Dampfmaschine umgestellt. Die Hütte, die Eisengießerei und die Maschinenfabrik firmierten unter dem Namen Dobříšer Eisenhüttenwerke. Gefertigt wurden hauptsächlich technische Ausstattungen für Bergwerke und Sägewerke, Pumpen und Dampfmaschinen. Die Eisengussherstellung wurde zur Haupteinnahmequelle des Unternehmens. Um 1870 begann in der Eisengießerei die Produktion von Toilettenbecken, Geschirr, Waschbecken und Badewannen sowie landwirtschaftlicher Geräte. Außerdem wurden Bauteile des Maschinenbaus für den nationalen Markt und den Export gefertigt.
Ab 1868 gehörte die Gemeinde zum Bezirk Příbram. 1897 wurde die Bahnstrecke Dobříš–Praha-Modřany eröffnet, im Jahre 1910 erhielt Stará Huť einen Haltepunkt. Im Jahre 1905 brachte Joseph Fürst Colloredo-Mannsfeld von einer Reise nach Kanada fünf Bisamratten mit und setzte die drei weiblichen und zwei männlichen Exemplare am Hüttenteich aus, die Tiere gelten als der Stamm der gesamten mitteleuropäischen Bisamrattenpopulation. 1913 wurde in der Gemeinde ein Postamt eröffnet. Im selben Jahre erfolgte die Elektrifizierung des Ortes und die Installation einer Straßenbeleuchtung. Während des Ersten Weltkrieges stellten die Dobříšer Eisenhüttenwerke unter militärischer Aufsicht Kriegsgerät für die k.u.k.-Armee her. Die Wirtschaftskrise der 1920er Jahre traf die Dobříšer Eisenhüttenwerke schwer. In dieser Zeit erfolgten Besitzerwechsel und schließlich die Angliederung an andere Unternehmen. Dabei vorgenommene Umstellungen der Produktion führten zur Unrentabilität und letztlich 1926 zur Stilllegung des Werkes. Die Schließung der Eisenhüttenwerke traf Stará Huť umso mehr, da sich zu dieser Zeit auch die vor allem von den Frauen ausgeübte Produktion von Handschuhen in einer Krise befand. Im Jahre 1932 hatte Stará Huť 1323 Einwohner. Nach dem Ende des Zweiten Weltkrieges zogen am 9. Mai 1945 von Nový Knín kommend schwer bewaffnete deutsche Soldaten durch Stará Huť und flohen über Milín nach Südwesten, um in amerikanische Gefangenschaft zu gelangen. Am 12. Mai 1945 besetzte die Rote Armee unter Marschall Malinowski das Dorf, im Oktober 1945 verließen die sowjetischen Truppen den Ort. Ab 1949 gehörte Stará Huť zum neugebildeten Okres Dobříš, nach dessen Aufhebung wurde die Gemeinde 1960 wieder Teil des Okres Příbram. 1997 und 1998 fand bei Stará Huť das CzechTek statt. Seit 2011 führt die Gemeinde ein Wappen und Banner.

## Gemeindegliederung
Für die Gemeinde Stará Huť sind keine Ortsteile ausgewiesen. Zu Stará Huť gehören die Siedlung Malá Strana sowie die Einschichten Rybníky, U Pěti Lip, Josefovo Údolí und Pod Blechhamerskou Cestou.

## Sehenswürdigkeiten
- Kapelle auf dem Dorfplatz
- Reste des Vierten Hammers mit verfallener Bogenbrücke über die Kocába
- Hölzerner Altan auf der Králova stolice am Sternkreuz von sechs Wegen
- Teiche Huťský rybník und Strž
- Čapek-Villa in Josefovo Údolí, nach der Heirat von Karel Čapek und Olga Scheinpflugová am 26. August 1935 überließ ihnen Václav Palivec die Villa am Strž als Hochzeitsgeschenk zur lebenslangen Nutzung. Sie dient seit 1963 als Karel Čapek-Gedenkstätte. Seit der Umgestaltung im Jahre 1997 widmet sich die Ausstellung auch dem Leben und Wirken von Olga Scheinpflugová. 1998 eröffnete im Dachgeschoss die Ausstellung über den Schriftsteller und Journalisten Ferdinand Peroutka.[5]
- Karel-Čapek-Lehrpfad, eröffnet 2012[6]
- Schloss Dobříš und Burg Vargač, westlich von Stará Huť am Huťský rybník
- Evangelischer Friedhof an der Gemeindegrenze zu Rybníky. Hier befindet sich u. a. das Grabmal für Louis Reuß.[7]

## Persönlichkeiten
- Josef Loukota (1879–1967), der Maler lebte in Stará Huť
- Václav Palivec (1882–1964), Verwalter der Holz- und Brauereiunternehmen der Grafen Colloredo-Mannsfeld sowie Direktor der Dobříšer Eisenhüttenwerke
- Karel Čapek (1890–1938), der Dichter lebte ab 1935 bei Stará Huť, 1938 zog er sich bei der Beseitigung von Hochwasserschäden am Strž eine Lungenentzündung zu, an der er verstarb.
- Kilián Nowotny (1905–1977), lebte bis 1946 in Stará Huť, Fluchthelfer und Agent (König des Böhmerwaldes)
- Martin Myšička (* 1970), der Schauspieler wuchs in Stará Huť auf
- Jana Pechanová (* 1981), die Langstreckenschwimmerin lebt in Stará Huť